# Noah Sewell
Noah Sewell (Malaeimi, 26 aprile 2002) è un giocatore di football americano samoano americano che milita nel ruolo di linebacker per i Chicago Bears della National Football League (NFL).

## Carriera

### Chicago Bears
Al college Sewell giocò a football a Oregon. Fu scelto nel corso del quinto giro (148º assoluto) del Draft NFL 2023 dai Chicago Bears. Debuttò come professionista subentrando nella gara del primo turno contro i Green Bay Packers. La settimana successiva forzò il suo primo fumble contro i Tampa Bay Buccaneers. La sua prima stagione si chiuse con 9 tackle in 13 presenze, nessuna delle quali come titolare.

## Vita privata
È il fratello di Penei Sewell dei Detroit Lions e di Nephi Sewell dei New Orleans Saints.